# Pafo (mitologia)
Pafo, nella mitologia greca, è la figlia di Pigmalione, re di Cipro, e di Galatea, una statua della dea Afrodite. Galatea fu resa viva da Afrodite per esaudire la preghiera di Pigmalione che si era innamorato della statua che aveva scolpito lui stesso.
La storia è narrata da Ovidio (Le metamorfosi, X, 243) e, poi, con qualche variante dallo scrittore cristiano Arnobio (Adversus nationes, VI, 22).